# Sistema flotante
El sistema de bandejas o almácigos flotantes es una técnica hidropónica que consiste en la siembra de semillas en bandejas de poliestireno expandido (telgopor) rellenas con sustratos, las cuales flotan sobre una pileta con la solución nutritiva, desde la siembra hasta el trasplante. De esta manera, se facilitan las prácticas de riego y de fertilización respecto al sistema convencional de siembra en bandejas multiceldas (plugs) y en almácigos.

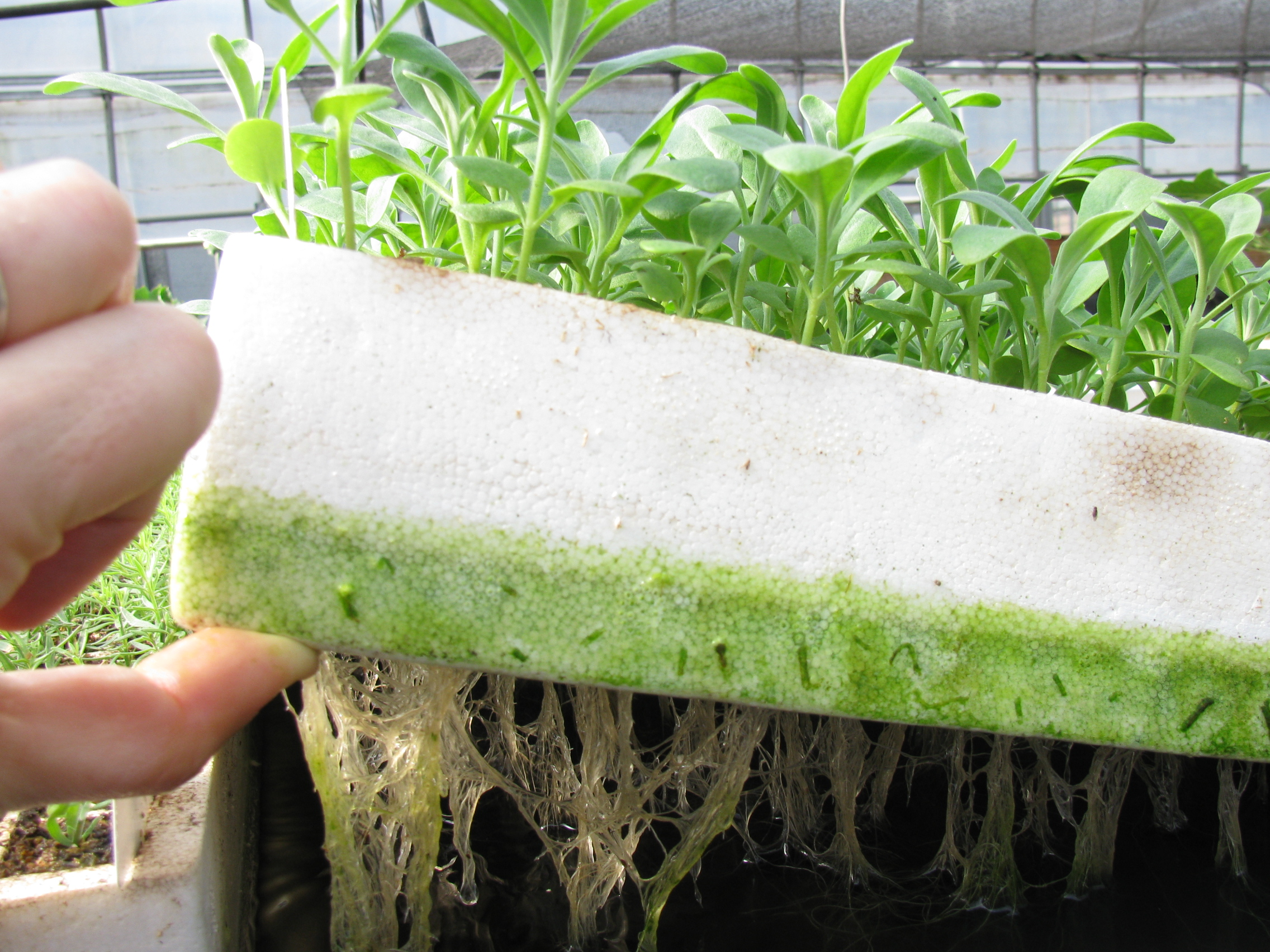
Sistema radicular de los plantines creciendo por fuera de la bandeja

## Ventajas

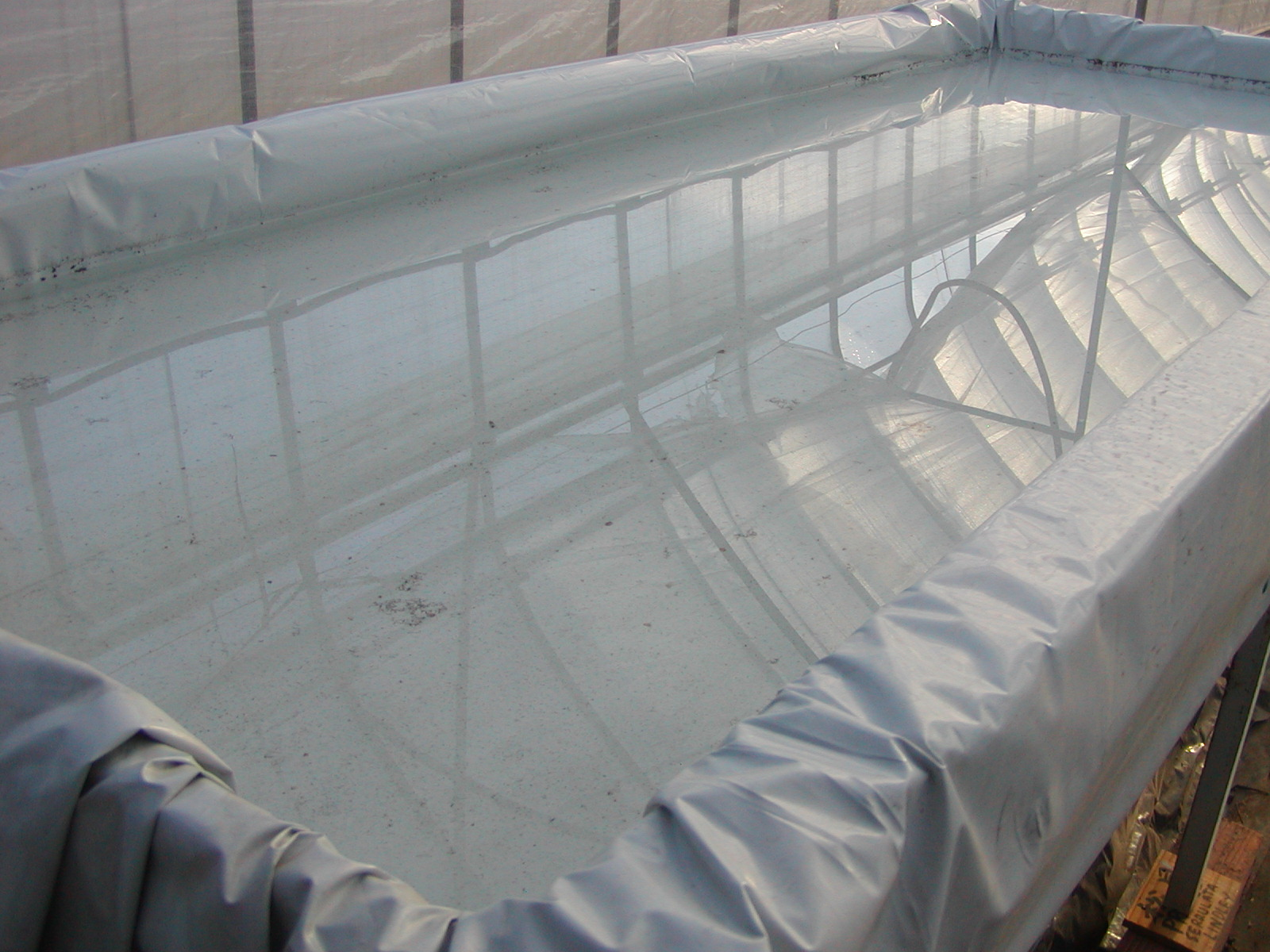
Estructura de madera cubierta con polietileno

En general el sistema de bandejas flotantes tiene diversas ventajas respecto al sistema convencional.
- Los plantines son más uniformes.
- Se acorta el ciclo del plantín.
- Se reducen los daños provocados al plantín en el trasplante.
- La recuperación de los plantines luego del trasplante es más rápida.
- Se reduce la necesidad de la mano de obra.
- Hay una mayor economía en el uso del agua.
- Hay un mayor control del estado del plantín.
- La distribución del fertilizante es más homogénea.

## Construcción de la pileta

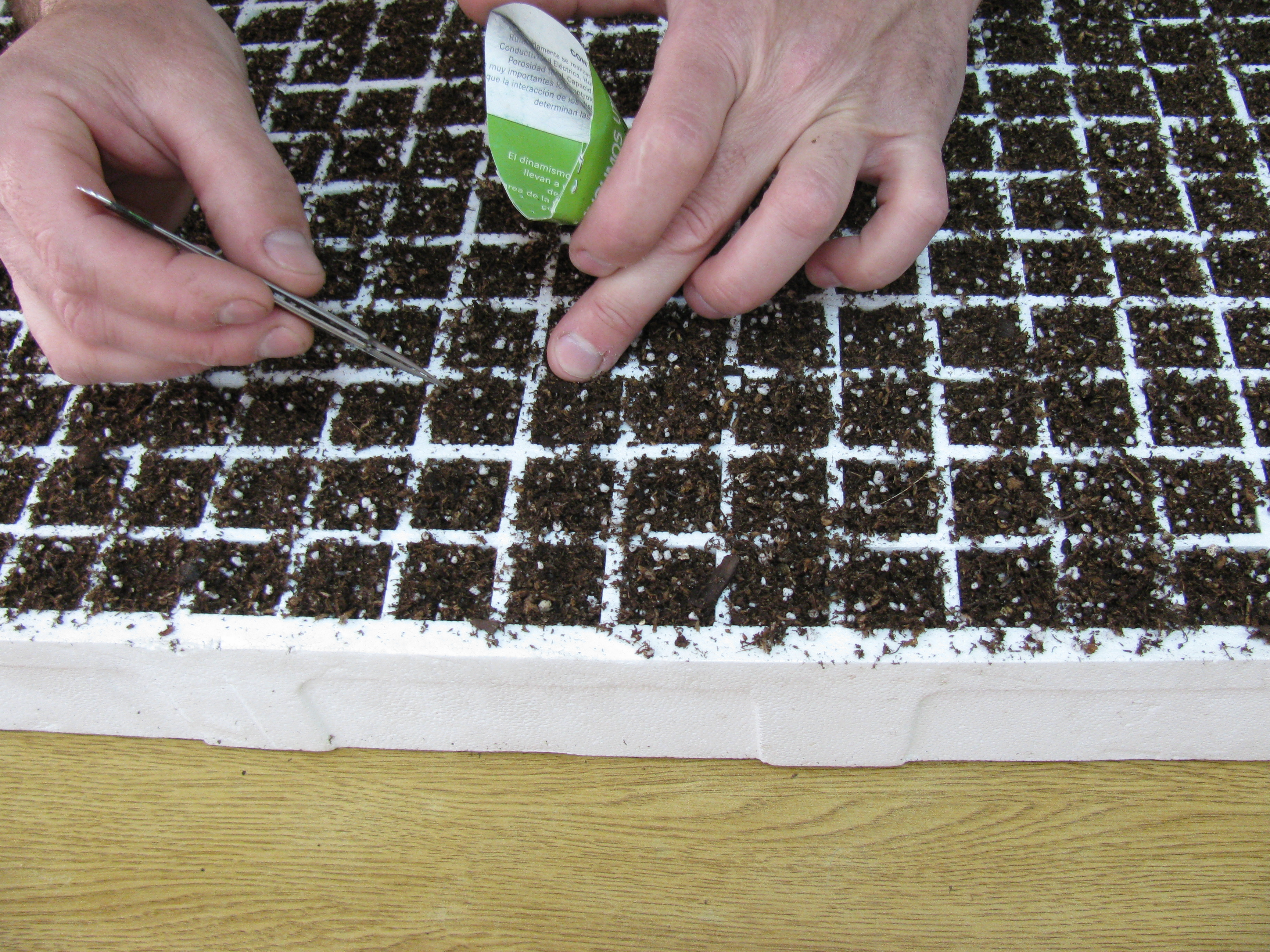
Siembra manual de semillas

Sobre una superficie firme se construye un marco con tablas de madera, ladrillos u otro material que permita construir una estructura con 
bordes de 10-15 cm de altura. La longitud y el ancho dependerán de la cantidad y el tamaño de las bandejas que se pondrán a flotar.
La estructura luego se cubre con un polietileno de 150-200 micrones y se carga agua hasta 5 cm por debajo del nivel superior. El agua debe tener una conductividad eléctrica (CE) menor a 0,75 dS m-1 y un pH entre 5,8 - 6,5.

## Siembra
Las bandejas más usadas son de 288 celdas de 17 cm² aunque esto varía con la especie. Se utilizan sustratos a base de turba que deben humedecerse antes de llenar las bandejas. Luego de la siembra, las bandejas se colocan en la pileta sin que queden espacios libres entre ellas para evitar el desarrollo de algas.

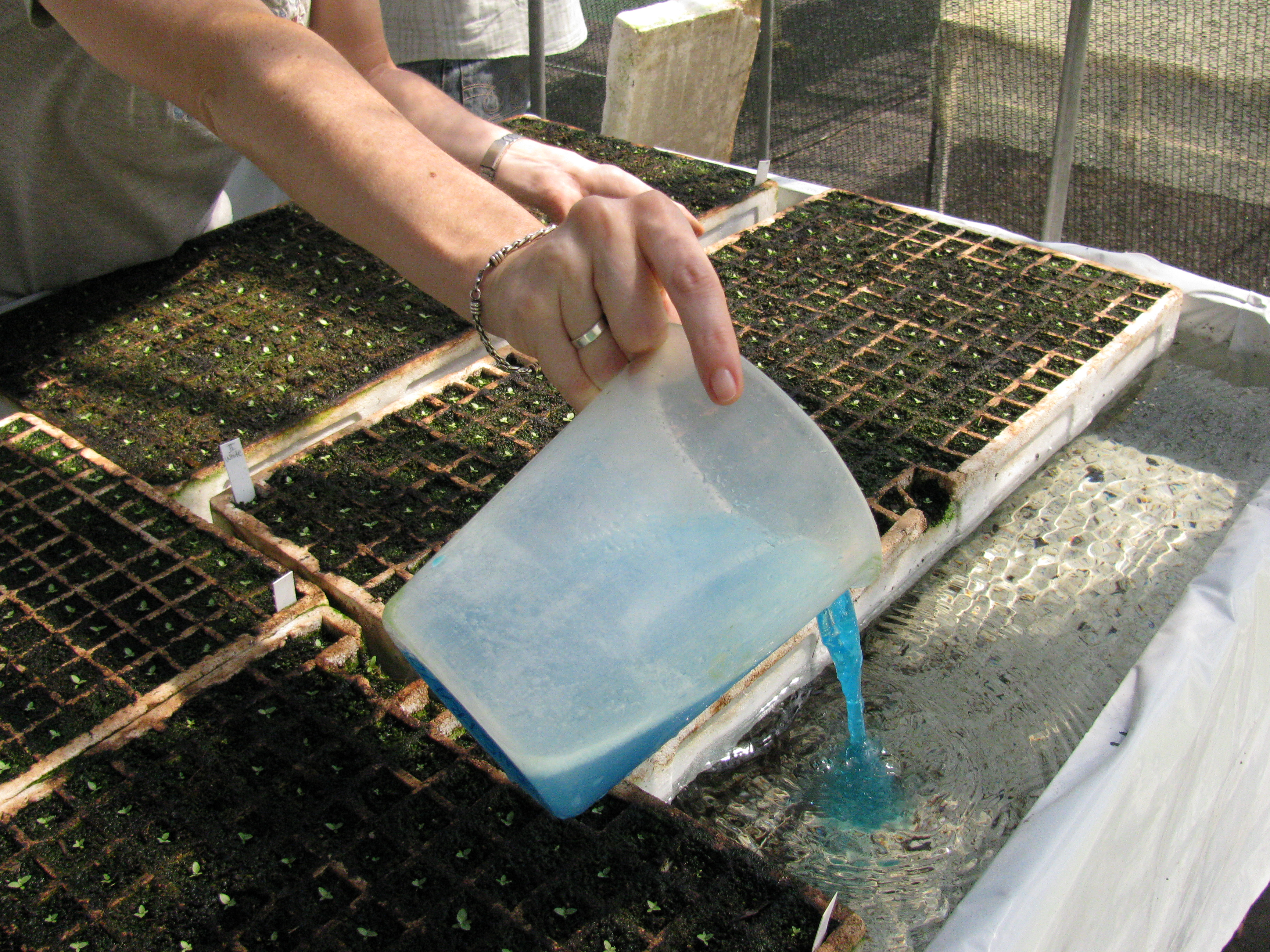
Incorporación del fertilizante al sistema flotante

## Fertilización
La primera aplicación puede realizarse una semana después de la germinación. La CE del agua de la pileta con el fertilizante disuelto no debe superar 1,5 dS m-1 

## Limpieza y desinfección
Luego de su uso, las bandejas deben limpiarse bien para eliminar los restos de sustratos y enjuagarse con agua limpia. Más tarde, se desinfectan sumergiéndolas en una solución de lavandina comercial al 10 % por una noche, y por último se escurren y dejan secar. Deben guardarse en un lugar protegido.